# Eliška Vrátná
Eliška Vrátná, rozená Křížová (* 21. července 1989), je bývalá česká florbalistka, reprezentantka a mistryně Česka. V nejvyšších soutěžích Česka a Švýcarska hrála v letech 2004 až 2020.

## Klubová kariéra
Jako juniorka hrála Vrátná za tým HFK Děkanka. V nejvyšší ženské soutěži nastoupila poprvé v sezóně 2004/2005 za FbŠ Praha (pozdější FbŠ Bohemians). V týmu hrála šest let, ve kterých získaly tři vicemistrovské tituly a tři bronzové medaile. K prvnímu stříbru v roce 2006 přispěla čtyřmi góly v rozhodujícím zápase semifinálové série. Ve třetí stříbrné sezóně 2009/2010 byla nejproduktivnější hráčkou soutěže, za což byla zvolena nejlepší florbalistkou sezóny a nejužitečnější hráčkou Extraligy.
Jeden ročník 2010/2011 strávila ve švýcarské nejvyšší lize v klubu Zug United.
Po návratu do Bohemians získala v roce 2012 čtvrtý vicemistrovský titul po porážce v prvním superfinále a znovu zvítězila v kanadském bodování. V semifinále sezóny 2012/2013 přispěla čtyřmi góly k první porážce týmu Herbadent SJM Praha 11 v play-off po sedmi letech.
V roce 2014 přestoupila do TJ JM Chodov. Tam hned v úvodní sezóně získala svůj i klubový první mistrovský titul, poté co v superfinále asistovala na dvě branky. Chodov zvítězil i v následné pohárové soutěži, v jejíž finálovém zápase Vrátná také bodovala. V další sezóně přidala páté ligové stříbro. V roce 2017 po narození dcery nehrála. Po návratu získala v sezóně 2017/2018 s Chodovem svůj poslední vicemistrovský titul.
Následně přestoupila zpět do Bohemians, za které odehrála ještě dvě sezóny, než v roce 2020 ukončila florbalovou kariéru. U týmu dál působí jako fyzioterapeutka.

## Reprezentační kariéra
Vrátná reprezentovala na prvních dvou juniorských mistrovstvích v letech 2004 a 2006.
V ženské reprezentaci hrála na mistrovstvích v letech 2007 a 2009. Na Euro Floorball Tour v roce 2009 byla u první remízy s Finskem v historii. Dalších dvou šampionátů se nezúčastnila. Na svém posledním mistrovství v roce 2015, kde Češky skončily na čtvrtém místě, byla nejproduktivnější hráčkou týmu. V úvodním zápase s Lotyšskem vstřelila čtyři góly, čímž vyrovnala reprezentační rekord Ilony Novotné z mistrovství v roce 2007 a který překonala Michaela Mlejnková v roce 2019. Po mateřské dovolené se do reprezentace již nevrátila. Vrátná držela až do roku 2017, kdy ji překonala Denisa Billá, český rekord 24 bodů na mistrovstvích světa.
| Umístění | Soutěž                                           |
| -------- | ------------------------------------------------ |
| 5.       | Mistrovství světa ve florbale žen do 19 let 2004 |
| 4.       | Mistrovství světa ve florbale žen do 19 let 2006 |
| 5.       | Mistrovství světa ve florbale žen 2007           |
| 4.       | Mistrovství světa ve florbale žen 2009           |
| 4.       | Mistrovství světa ve florbale žen 2015           |

## Televize
Vrátná působí jako florbalová expertka v České televizi. Komentovala mimo jiné mistrovství světa mužů v letech 2018 a 2024 a žen v letech 2019 a 2023.